# Lennart Ottordahl
Bengt Lennart Ottordahl, född 18 april 1949 i Angered, Göteborg, död 10 september 2003 i Öckerö, Göteborg, var en svensk fotbollsspelare och tränare.
Lennart Ottordahl började spela fotboll i Gunnilse IS, där han senare också blev tränare. Hans karriär fortsatte i Örgryte IS, IFK Sundsvall och IFK Göteborg.
Som tränare har han förutom i Gunnilse också verkat i Öckerö IF, Västra Frölunda IF, som han tog till allsvenskan 1992 och sedan räddade kvar i serien samma år, Örgryte IS och sist i Gais fram till augusti 2002, då han insjuknade i cancer.
Ottordahl var far till fotbollsspelaren Ivan Ottordahl.